# Ritorno al presente (album)
Ritorno al presente è il terzo album in studio della cantante italiana Paola Turci, pubblicato nel 1990 dalla It.

## Descrizione
Uscito dopo la sua partecipazione al Festival di Sanremo 1990 con la canzone Ringrazio Dio, cantata per l'occasione anche da Toquinho (in quella edizione i cantanti venivano affiancati da artisti stranieri), è un album che tratta argomenti sociali e di attualità.
Tra le canzoni si segnalano Lungo il fiume, canzone che la cantante ha dedicato a Roma e al Tevere e Francesco, costretto a vivere i giorni più belli della vita dietro le sbarre
La promozione dell'album viene successivamente affidata a Frontiera, brano presentato alle più importanti manifestazioni estive italiane, quali Festivalbar, Cantagiro e Azzurro.
Tra i brani si segnala infine Ne Placi Synok, cantata per metà in russo.
La copertina è realizzata dal disegnatore Riccardo Mannelli.

## Tracce
1. Ringrazio Dio – 4:46
2. Lungo il fiume – 3:44
3. Dammi un figlio – 4:27
4. Quel fondo di luce buona – 4:16
5. Ritagli d'anima – 2:30
6. Francesco – 3:55
7. Miracolo all'italiana – 4:17
8. Ne placi synok – 4:21
9. Frontiera – 4:56

## Formazione
- Paola Turci – voce
- Michele Ascolese – chitarra classica, chitarra acustica
- André Ceccarelli – batteria
- Jeremy Meek – basso
- Roberto Righini – chitarra acustica
- Alessandro Centofanti – tastiera, pianoforte
- Carlo Pennisi – chitarra acustica, programmazione
- Giovanni Imparato – percussioni
- Franco Ventura – chitarra acustica